# Gründberg (Linz)
Gründberg ist ein nördlich der Donau gelegener Ortsteil von Linz in Oberösterreich, der zum Stadtteil und statistischen Bezirk Pöstlingberg gehört.

## Geografie
Der etwa 3 km² große Stadtteil liegt am Fuße bzw. auf den Hängen des namensgebenden Hügelrückens Gründberg, einem Ausläufer des Mühlviertler Hügellandes.
Die Pachmayrstraße bildet die Grenze zu den Ortsteilen Harbach im Süden und Bachlberg im Westen. Im Nordwesten und Norden liegt die zum Bezirk Urfahr-Umgebung gehörende Gemeinde Lichtenberg. Im Osten bilden die aus dem Haselgraben (Tal) kommende Leonfeldener Straße bzw. der Haselbach die Grenze zum benachbarten Stadtteil St. Magdalena. Die westliche Hälfte des unteren Haselgrabens gehört also zum Stadtteil Gründberg.

## Geschichte
Die Geschichte des Stadtviertels ist eng verbunden mit dem gleichnamigen Berg. Die Saumpfade, die vom keltischen Oppidum von Gründberg an der Donau zur Moldau und weiter nach Prag führten, wurden auch im Mittelalter zum Salzhandel entlang des sogenannten Linzer Steigs benutzt. Schlussendlich diente auch die von 1832 bis 1872 am Fuß des Gründbergs verlaufende Pferdeeisenbahn Budweis–Linz–Gmunden als Transportweg vom Salzkammergut nach Böhmen.
Im Jahr 1405 wurde das Gebiet als Grinperg und Grimperg im Urbar der Benediktinerinnenabtei Nonnberg (Salzburg) erstmals schriftlich erwähnt.
Im 19. Jahrhundert gehörte Gründberg ursprünglich zur eigenständigen Gemeinde Pöstlingberg. Am 31. Mai 1919 wurde das Gebiet zuerst nach Urfahr und tags darauf nach Linz eingemeindet.
Im Jahr 1925 gab es am Gründberg Bestrebungen, sich von Linz wieder zu lösen und Teil der Nachbargemeinde St. Magdalena zu werden. Der Landwirt Josef Kellerer sandte einen Brief mit 57 Unterschriften und entsprechenden Forderungen an die Stadt Linz. Die Unterzeichneten wollten sogar die Kosten
für die Neuvermessung der Gemeindegrenzen selbst aufbringen. Die Sezessionsbestrebungen der Gründberger erfuhren Unterstützung durch die Gemeindevertretung von St. Magdalena, welche im Dezember 1925 ebenfalls ein Schreiben an die Landeshauptstadt richtete und eine Neufestlegung der Gemeindegrenze entlang des Asterbachls vorschlug. Der Linzer Bürgermeister Dametz stellte den Gründbergern eine Ermäßigung der Grundsteuer in Aussicht, machte aber keine Zusage bezüglich Ortsgrenzen, was sich mit der Eingemeindung von St. Magdalena im Jahr 1938 auch gänzlich erübrigte.
Nach der Hochwasserkatastrophe 1954 wurde mit Hilfe schwedischer Spendengelder die sogenannte Schwedensiedlung erbaut.

## Sehenswürdigkeiten
- Pfarrkirche St. Markus

## Freizeit
- Die Höllmühlstraße, die durch das Gelände der ehemaligen, keltischen Höhensiedlung führt, und der Höllmühlgraben sind beliebte Wege für Wanderer und Mountainbiker.